# Mitrula alba
Mitrula alba är en svampart som beskrevs av W.G. Sm. 1873. Mitrula alba ingår i släktet Mitrula, ordningen disksvampar, klassen Leotiomycetes, divisionen sporsäcksvampar och riket svampar.   Inga underarter finns listade i Catalogue of Life.